# Panopoda
Panopoda là một chi bướm đêm thuộc họ Erebidae.

## Loài
- Panopoda carneicosta Guenée, 1852
- Panopoda repanda Walker, 1858
- Panopoda rigida J.B. Smith, 1903
- Panopoda rufimargo Hübner, 1818